# Рыбоводство и рыболовство (журнал)
«Рыбоводство и рыболовство» — советский ежемесячный массовый иллюстрированный научно-производственный и спортивно-методический журнал Министерства сельского хозяйства СССР. Основан в 1958 году. Издавался с периодичностью 12 номеров в год. Издатель — издательство «Колос» (Москва). Издание продолжалось по 1984 год включительно. В 1985 году печатный орган разделился на журналы «Рыбоводство» и «Рыболов». В настоящее время последний из них является спортивно-методическим приложением к журналу «Рыбное хозяйство», который в свою очередь, был основан в 1920 и ранее выходил под эгидой министерства рыбного хозяйства СССР.
Журнал публиковал статьи по промышленному рыбоводству и ихтиологии, любительском рыболовстве. Последние страницы журнала отводились статьям по аквариумистике и террариуму.